# 黃以謙
黃以謙（John Wong Yee Him，1965年12月28日—），香港精神科醫生，在2005年至2009年任職葵涌醫院老齡精神科門診部及照顧者支援中心主管。他於2000年至2015年曾任九龍城區議會民選區議員。他於2016年香港立法會選舉，參選醫學界功能界別，未能當選。

## 簡介
本為自由黨常務委員，因第二梯隊政治出路於2007年香港區議會選舉後出現問題，2008年5月31日突然宣布退黨，並辭去該黨常委職務，轉往社區18工作。
2013年4月底短暫加入民建聯，因為不滿九龍西立法會議員蔣麗芸在立法會發表有關涉及歧視精神病人的言論，現已退出民建聯。

## 參選立法會
黃以謙於2012年香港立法會選舉中參選九龍西選區，只得3,746票，得票少於九龍西選區的有效選票總和的百分之三，被沒收選舉按金。
2016年7月20日，黃以謙報名參選醫學界功能組別。他指，早前醫改風波不斷，市民見到醫委會千瘡百孔的一面，信心大失，認為醫委會改革必定要推倒重來，他期望日後為「改革醫委會專責小組」出一分力。 在該次選舉，黃以謙大敗於唯一對手陳沛然。 

## 辯方專家
2019 年 11 月 3 日，有網民發起於太古城中心組人鏈表達訴求，中年無業漢涉於太古城中心外持刀刺傷一對夫婦，及咬傷時任區議員趙家賢左耳，案件於(2021年11月30日) 續審。辯方專家精神科醫生黃以謙昨供稱，認為被告案發時患上「病理學上的酒精醺醉病」，惟黃於控方盤問下承認被告的部分病徵不符。黃於庭上改稱，認為被告案發時患「急性酒精中毒」，強調此屬短暫精神病及涉先天性問題，與醉酒並不相同。

## 專業資格
- 1990年: 澳洲新南威爾斯大學內外全科醫學士
- 1997年: 英國皇家精神科醫學院院士
- 2001年: 香港精神科醫學院院士
- 2001年: 香港醫學專科學院院士 (精神科)
- 註冊專科: 精神科

## 醫學界公職
- 香港醫學會會董 [8]
- 博愛醫院名譽顧問 [9]
- 香港執業精神科醫生協會前主席
- 香港特別行政區第三屆選舉委員會委員 (醫學界) (2006年-2011年)
- 前九龍醫院管冶委員會成員
- 前葵涌醫院老齡精神科門診部及照顧者支援中心主管 (2005年-2009年)

## 作品
- 《笑口常開的十大秘訣》[10]，天地圖書
- 《泰然駕馭都市壓力》[11]，明窗出版社
- 《《進擊の區議員 我要真．真普選》，財經移動

## 外部連結
- 黃以謙醫生個人網站 （页面存档备份，存于）
- 黃以謙醫生個人Facebook Page

| 前任： 任善寧 | 九龍城區議員（太子） 2000年-2015年 | 繼任： 丁健華 |